# Прогулянки по воді (фільм)
«Прогулянки по воді» (англ. Walk on Water) — ізраїльський фільм режисера Ейтана Фокса.
Слоган — «Він був вихований в ненависті, поки він не зустрів ворога»

## Сюжет
Еял — співробітник ізраїльської спецслужби, що займається ліквідацією палестинських терористів і розшуком нацистських злочинців. Проте після чергової успішної операції він знаходить будинку тіло дружини, яка наклала на себе руки. Тоді начальник Еяла Менахем підключає його до пошуку німецького злочинця Альфреда Хіммельмана. З'ясовується, що онука останнього — Піа живе в кібуці в Ізраїлі, і до неї повинен приїхати молодший брат Аксель. Еяла влаштовують до юнака в ролі гіда.
Спочатку не дуже натхненний цим завданням, ізраїльтянин поступово стає другом німців. Особливу симпатію він починає відчувати до Акселю, а коли бачить, що юнак зустрічає на дискотеці палестинця, то навіть починає відчувати певну ревнощі. Між тим, при прослуховуванні з'ясовується, що Альфред Хіммельман живий. Вважаючи, що Еял після смерті дружини емоційно нестабільний, Менахем відправляє його до Німеччини.
Тут Аксель зустрічає свого друга з розпростертими обіймами. Вони блукають Берліном і в тому числі обговорюють одностатеве кохання. Потім Аксель запрошує Еяла як гостя на родову віллу, де його батько збирається відсвяткувати черговий день народження. Зовні Хіммельмани зустрічають ізраїльтянина дуже привітно, однак є наслідком те, що припускав Менахем — у святкову залу вводять батька господаря будинку — Альфреда Хіммельмана. Еял веде до свого начальника і пропонує викрасти старого, щоб той з'явився перед судом в Ізраїлі, проте отримує вказівку просто ліквідувати нацистського злочинця. Тим часом Аксель, шокований появою діда, шукає свого друга і при цьому знаходить секретні документи, з яких розуміє, що його друг працює на спецслужби. Еял повертається на віллу і проникає в кімнату, де лежить Альфред Хіммельман, проте він так і не може ввести отруту в крапельницю старого. Несподівано з'являється Аксель, який спершу гладить діда, а потім відключає його кисневий апарати та прилади стеження за станом.
Минає два роки. Еял переїжджає в кібуц і одружується на Пія, у них народжується дитина. У перервах між його колисаннями дитини ізраїльтянин пише ніжні послання Акселю…

## В ролях
| Актор           | Роль               |
| --------------- | ------------------ |
| Ліор Ашкеназі   | Еял                |
| Кнут Бергер     | Аксель Хіммельман  |
| Керолайн Пітерс | Піа Хіммельман     |
| Гідеон Шемер    | Менахем            |
| Карола Раньє    | мати Акселя        |
| Ганнс Цишлер    | батько Акселя      |
| Ернест Ленарт   | Альфред Хіммельман |
| Еяль Розалес    | Єлло               |
| Юсуф Свейд      | Рафік              |
| Імад Ябарін     | дядько Рафіка      |

## Нагороди і номінації
- 2006 — номінація на нагороду Сезар за «Найкращий фільм іноземною мовою».